# Velocidade de solo
A Velocidade de solo é a velocidade horizontal de uma aeronave em relação ao solo. Uma aeronave com proa vertical teria uma velocidade de solo de zero. A informação mostrada aos passageiros através do sistema de entretenimento normalmente mostra a velocidade de solo ao invés da velocidade em relação ao ar.
A velocidade de solo pode ser determinada pela soma de vetores da velocidade verdadeira da aeronave e da direção e velocidade atual do vento; um vento de proa diminui a velocidade de solo, enquanto um vento de cauda aumenta. Ventos em outros ângulos em relação à proa da aeronave terá componentes de ambos vento de cauda ou de proa, além de um componente de vento cruzado.
Um velocímetro indica a velocidade da aeronave em relação à massa de ar. A massa de ar pode se mover sobre o solo devido ao vento, e então meios adicionais para prover a posição sobre o solo é requerida. Isto pode ser através da navegação utilizando pontos de referência, lugares com auxílio de equipamentos rádio, Sistemas de navegação inercial ou GPS. Quando a tecnologia não está disponível, um computador de voo pode ser utilizado para calcular a velocidade de solo.
A velocidade de solo é um pouco diferente da velocidade em relação ao ar. Quando a aeronave está em voo, a velocidade de solo não determina quando a aeronave irá estolar, e não influencia no desempenho da aeronave, como por exemplo a razão de subida.